# Calendario gregoriano

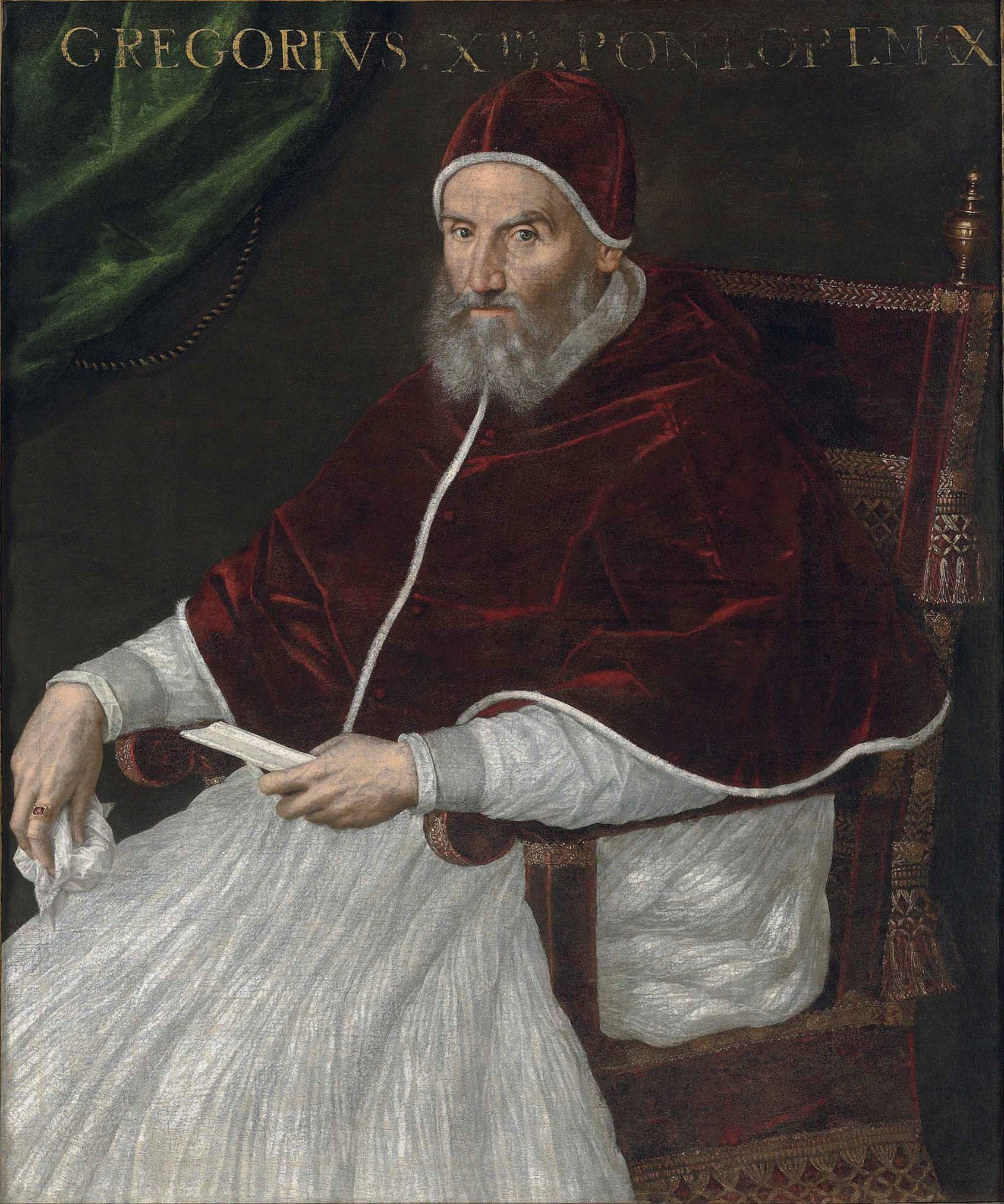
Papa Gregorio XIII

Il calendario gregoriano è il calendario solare ufficiale adottato da quasi tutti i paesi del mondo. Fu introdotto da papa Gregorio XIII nel 1582 come correzione del precedente calendario giuliano (di epoca romana).

## Riforma

### Il problema della durata dell'anno
Il calendario giuliano stabiliva un ciclo di quattro anni, dato da tre anni regolari da 365 giorni e un quarto anno bisestile da 366 giorni, aggiungendo un giorno al mese di febbraio. Ciò portava a considerare un anno solare medio di 365 giorni e 6 ore. Poiché l'anno solare medio è in realtà più breve, nel corso dei secoli si ebbe un progressivo allontanamento del reale equinozio di primavera dal 21 marzo (giorno fissato dal Concilio di Nicea nell'anno 325). Lo spostamento della data dell'equinozio creava problemi anche per il calendario religioso, dato che la data della Pasqua era stabilita per la prima domenica dopo il primo plenilunio dopo l'equinozio di primavera.
Già nel XIII secolo Giovanni Sacrobosco notava come solstizi ed equinozi risultassero anticipati rispetto a quanto previsto («retrocedunt solstitia et equinotia»). Inoltre le tavole alfonsine del 1252 stabilivano una durata media dell'anno tropico di 365 giorni, 5 ore, 49 minuti e 16 secondi.
Nel XIV secolo, su richiesta di papa Clemente VI il problema fu studiato, e si ebbero alcuni progetti di riforma di Pierre d'Ailly e di Nicola Cusano presentati ai concili di Costanza e di Basilea; papa Sisto IV successivamente incaricò Regiomontano.

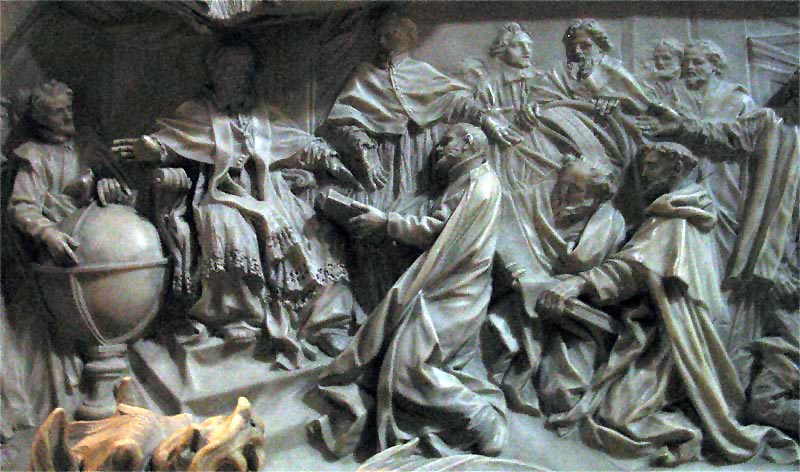
Particolare della tomba di papa Gregorio XIII relativo all'introduzione del calendario che da lui prende il nome

Nuovi studi furono poi compiuti su indicazione di Leone X e diversi studi vengono pubblicati nel corso del quinto concilio Lateranense. Ma è papa Gregorio XIII che nominò una specifica commissione composta dal cardinale Guglielmo Sirleto e composta da diversi membri, tra i quali il vescovo Vincenzo Laureo, dal gesuita Cristoforo Clavio, dal teologo Pedro Chacón, il patriarca di Antiochia Ignazio Nehemet, il vescovo Leonardo Abela, il cardinale Serafino Olivier-Razali, il vescovo Ignazio Danti e Antonio Lilio, fratello di Luigi Lilio.

### Struttura dell'anno

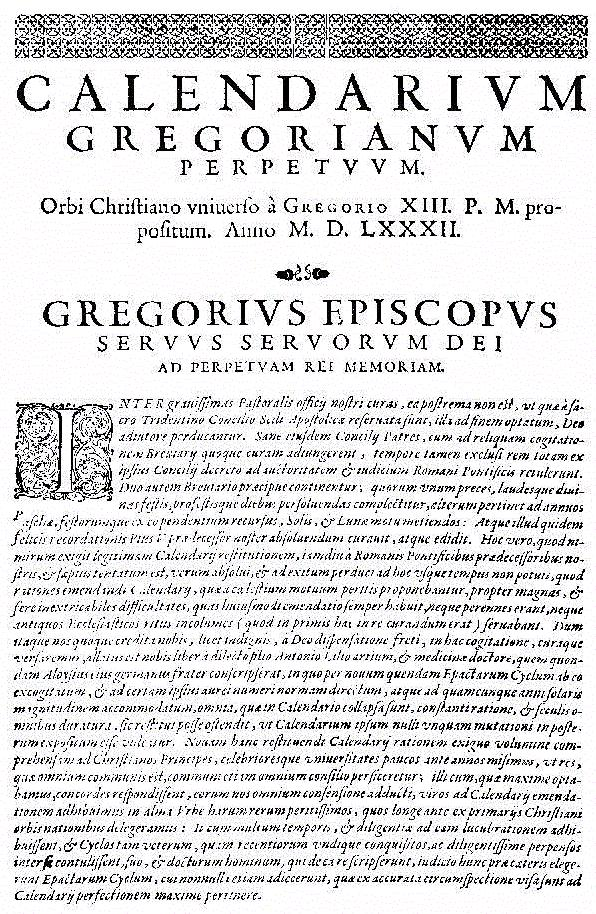
Prima pagina della bolla papale Inter gravissimas

La riforma fu emanata dal papa con la bolla Inter gravissimas datata 24 febbraio 1581 (in realtà 1582, per uso dello stile dell'Incarnazione).
Per riportare la data dell'equinozio al 21 marzo (si era spostato al giorno 11 marzo), si stabilì di sopprimere dieci giorni nel mese di ottobre dell'anno 1582; a giovedì 4 ottobre seguì venerdì 15 ottobre nei luoghi dove il calendario fu subito adottato.
Venne mantenuto l'utilizzo di anni bisestili, sempre con l'aggiunta di un giorno nel mese di febbraio.
| Mese      | Numero di giorni nel mese | Numero di giorni nel mese |
| Mese      | Anno regolare             | Anno bisestile            |
| --------- | ------------------------- | ------------------------- |
| Gennaio   | 31                        | 31                        |
| Febbraio  | 28                        | 29                        |
| Marzo     | 31                        | 31                        |
| Aprile    | 30                        | 30                        |
| Maggio    | 31                        | 31                        |
| Giugno    | 30                        | 30                        |
| Luglio    | 31                        | 31                        |
| Agosto    | 31                        | 31                        |
| Settembre | 30                        | 30                        |
| Ottobre   | 31                        | 31                        |
| Novembre  | 30                        | 30                        |
| Dicembre  | 31                        | 31                        |

Per ridurre però lo scostamento rispetto alla durata dell'anno tropico, venne stabilito di diminuire il numero di anni bisestili all'interno di un ciclo di 400 anni, considerando come non bisestili gli anni multipli di 100 ma non di 400 (cioè 1700, 1800 e 1900 non bisestili, mentre 1600 e 2000 bisestili).
|      |      | 00        | 01       | 02       | 03       | 04        |
|      | 05   | 06        | 07       | 08       |          |           |
| 09   | 10   | 11        | 12       |          |          |           |
| 13   | 14   | 15        | 16       |          |          |           |
| 17   | 18   | 19        | 20       |          |          |           |
| 21   | 22   | 23        | 24       |          |          |           |
| 25   | 26   | 27        | 28       |          |          |           |
| 29   | 30   | 31        | 32       |          |          |           |
| 33   | 34   | 35        | 36       |          |          |           |
| 37   | 38   | 39        | 40       |          |          |           |
| 41   | 42   | 43        | 44       |          |          |           |
| 45   | 46   | 47        | 48       |          |          |           |
| 49   | 50   | 51        | 52       |          |          |           |
| 53   | 54   | 55        | 56       |          |          |           |
| 57   | 58   | 59        | 60       |          |          |           |
| 61   | 62   | 63        | 64       |          |          |           |
| 65   | 66   | 67        | 68       |          |          |           |
| 69   | 70   | 71        | 72       |          |          |           |
| 73   | 74   | 75        | 76       |          |          |           |
| 77   | 78   | 79        | 80       |          |          |           |
| 81   | 82   | 83        | 84       |          |          |           |
| 85   | 86   | 87        | 88       |          |          |           |
| 89   | 90   | 91        | 92       |          |          |           |
| 93   | 94   | 95        | 96       |          |          |           |
| 97   | 98   | 99        |          |          |          |           |
| ---- | ---- | --------- | -------- | -------- | -------- | --------- |
| 1600 | 2000 | Bisestile | Regolare | Regolare | Regolare | Bisestile |
| 1700 | 2100 | Regolare  | Regolare | Regolare | Regolare | Bisestile |
| 1800 | 2200 | Regolare  | Regolare | Regolare | Regolare | Bisestile |
| 1900 | 2300 | Regolare  | Regolare | Regolare | Regolare | Bisestile |

## Adozione
Come previsto dalla bolla papale, il calendario gregoriano entrò in vigore nel 1582: a giovedì 4 ottobre (giuliano) fece seguito venerdì 15 ottobre (gregoriano) 1582 nei paesi italiani, in Francia, Spagna, Portogallo, Polonia-Lituania e Belgio-Paesi Bassi-Lussemburgo. Negli altri paesi cattolici fu adottato in date diverse nell'arco dei cinque anni successivi (Austria a fine 1583, Boemia e Moravia e cantoni cattolici della Svizzera a inizio 1584).
I paesi protestanti resistettero inizialmente al nuovo calendario "papista" e vi si uniformarono solo in epoche successive: gli stati luterani e calvinisti nel 1700, quelli anglicani nel 1752, quelli ortodossi ancora più tardi. Le Chiese ortodosse russa, serba e di Gerusalemme continuano a seguire il calendario giuliano: da ciò nasce la differenza di 13 giorni tra le festività religiose "fisse" ortodosse e quelle delle altre confessioni cristiane. Per quanto riguarda i paesi non cristiani, in Giappone fu adottato nel 1873, in Egitto nel 1875, in Cina nel 1912 e in Turchia nel 1924.
Alcuni paesi come Iran, Afghanistan, Eritrea, Etiopia, Nepal, India, Giappone, Corea del Nord, Bangladesh, Israele, Pakistan, Taiwan, Thailandia e Birmania accostano a quello gregoriano anche un calendario locale.

### Il caso svedese

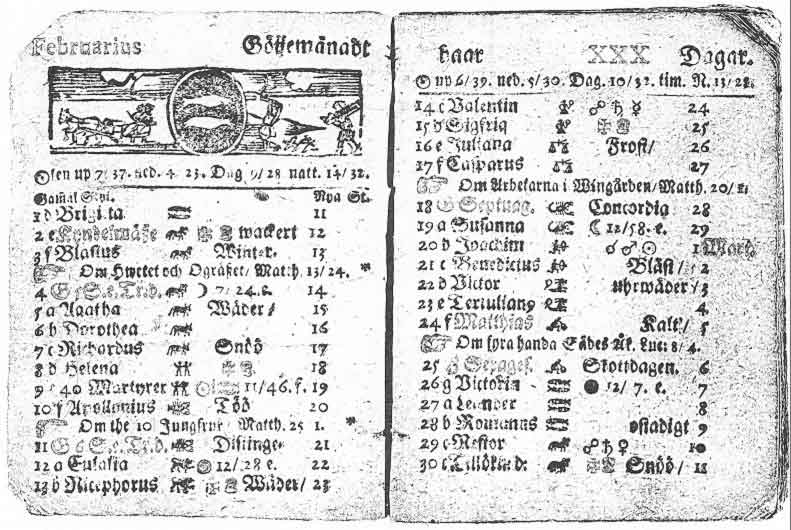
Il febbraio 1712 in un almanacco svedese: si nota il 30 febbraio

L'Impero svedese decise, nel 1699, di passare dal calendario giuliano al calendario gregoriano; tra i due calendari vi era all'epoca una differenza di 10 giorni (il calendario gregoriano era in anticipo su quello giuliano).
Per recuperare questi 10 giorni, si decise inizialmente di eliminare tutti gli anni bisestili dal 1700 al 1740: in questo modo si sarebbe recuperato un giorno ogni 4 anni; dal 1º marzo 1740 il calendario svedese avrebbe coinciso con quello gregoriano (secondo altre fonti, si sarebbe invece eliminato un giorno da tutti gli anni dal 1700 al 1710).
Venne quindi eliminato il 29 febbraio 1700, ma, negli anni successivi, ci si dimenticò di applicare il piano, anche perché il re Carlo XII, che l'aveva voluto, era impegnato nella guerra con la Russia. Così sia il 1704 sia il 1708 furono bisestili.
Riconosciuto l'errore, si prese quindi la decisione di tralasciare questo piano che causava soltanto molta confusione e di tornare al calendario giuliano. Per recuperare il giorno saltato nel 1700 si stabilì quindi che nel 1712 venisse aggiunto a febbraio un secondo giorno, oltre a quello dovuto perché quell'anno era bisestile. Così, nel calendario svedese del 1712, febbraio ebbe 30 giorni.
La Svezia passò infine definitivamente al calendario gregoriano nel 1753, saltando i giorni dal 18 al 28 febbraio.

### La riforma sovietica
Dopo che la Russia leninista nel 1918 aveva adottato il calendario gregoriano, nel 1923 la formula per decidere quali anni centenari fossero bisestili fu ufficialmente modificata, ottenendo il Calendario rivoluzionario sovietico. In esso, tra gli anni divisibili per 100 sono bisestili solo quelli che divisi per 9 danno come resto 2 o 6. Il primo anno di discordanza con il calendario gregoriano sarebbe stato il 2800. Ma già dal 1940 il Calendario rivoluzionario sovietico fu abbandonato e si ritornò al calendario gregoriano.
Simile la proposta di alcune Chiese ortodosse per accettare la riforma gregoriana del calendario, sopprimendo finalmente i 13 giorni che separano le date delle feste ortodosse da quelle del resto del mondo cristiano: considerare bisestili tra gli anni secolari solo quelli che divisi per 9 danno come resto 2 o 7.

## Distinzione dal calendario giuliano
Fino ai primi decenni del Novecento per indicare le date delle festività della Chiesa greco-ortodossa, si era soliti distinguere le date tra Vecchio stile (calendario giuliano) e Nuovo stile (calendario gregoriano).
In ambito storico il calendario gregoriano è normalmente applicato solo a partire dalla sua introduzione nel 1582. Quando si utilizza per datare eventi antecedenti, viene indicato l'uso del calendario gregoriano prolettico.